# Compus de cinci mari rombicuboctaedre neconvexe
În geometrie compusul de cinci mari rombicubicuboctaedre neconvexe este un compus poliedric uniform format din 5 mari rombicuboctaedre neconvexe, cu simetrie icosaedrică (Ih).
Are indicele de compus uniform UC67.

## Mărimi asociate

### Coordonate carteziene
Are același aranjament al vârfurilor cu compusul de cinci cuburi trunchiate ca urmare coordonatele carteziene ale vârfurilor acestui compus sunt toate permutările ciclice ale
{\displaystyle \left(\,\pm (2-{\sqrt {2}}),\,\pm {\sqrt {2}},\,\pm (2-{\sqrt {2}})\,\right)}
{\displaystyle \left(\,\pm \varphi ,\,\pm (\varphi ^{-1}+\varphi ^{-1}{\sqrt {2}}),\,\pm (2\varphi -1+\varphi {\sqrt {2}})\,\right)}
{\displaystyle \left(\,\pm 1,\,\pm (\varphi ^{-2}-\varphi ^{-1}{\sqrt {2}}),\,\pm (\varphi ^{2}+\varphi {\sqrt {2}})\,\right)}
{\displaystyle \left(\,\pm (1+{\sqrt {2}}),\,\pm (-\varphi ^{-2}-{\sqrt {2}}),\,\pm (\varphi ^{2}+{\sqrt {2}})\,\right)}
{\displaystyle \left(\,\pm (\varphi -\varphi {\sqrt {2}}),\,\pm (-\varphi ^{-1}),\,\pm (2\varphi -1+\varphi ^{-1}{\sqrt {2}})\,\right)}
unde {\displaystyle \varphi ={\frac {1+{\sqrt {5}}}{2}}} este secțiunea de aur.

### Volum
Următoarea formulă pentru volum V este stabilită pentru lungimea laturilor tuturor poligoanelor (care sunt regulate) a:
{\displaystyle V={\frac {10}{3}}(5{\sqrt {2}}-6)\,a^{3}\approx 3,570226~a^{3}.}